# Río La Villa
El río La Villa o río Cubita es un río peninsular de las provincias de Herrera  y Los Santos que nace en la Cordillera Occidental de Azuero, en la reserva forestal de El Montuoso, en el Distrito de Las Minas, Herrera. Su cuenca hidrográfica abarca territorios de Los Santos y Herrera. Desemboca en el océano Pacífico en el golfo de Parita, en un amplio estuario entre la provincia de Herrera y Los Santos. 
Es el mayor río por longitud de la península de Azuero. Es el octavo río más largo de la República de Panamá
En su recorrido por Azuero de oeste a este, atraviesa pueblos como Las Minas, Los Pozos, Macaracas, Pesé, La Villa de Los Santos y Chitré.
Es la principal fuente de abastecimiento de agua para las poblaciones de la península.  Actualmente enfrenta graves problemas de contaminación por heces y agroquímicos.  